# بريجيت بروك
بريجيت بروك (بالألمانية: Brigitte Broch)‏ هي مصممة الإنتاج المكسيكية، ولدت في 21 نوفمبر 1943 في كشالين في بولندا.

## وصلات خارجية
- بريجيت بروك على موقع IMDb (الإنجليزية)
- بريجيت بروك على موقع ألو سيني (الفرنسية)
- بريجيت بروك على موقع أول موفي (الإنجليزية)
- بريجيت بروك على موقع قاعدة بيانات الأفلام السويدية (السويدية)
- بريجيت بروك على موقع قاعدة بيانات الفيلم (الإنجليزية)
- بريجيت بروك على موقع كينوبويسك (الروسية)